# Мамай-Кайынды
Мамай-Кайынды (каз. Мамай-Қайыңды) — село в Рыскуловском районе Жамбылской области Казахстана. Входит в состав Кайындинского сельского округа. Код КАТО — 315040400.

## Население
В 1999 году население села составляло 272 человека (134 мужчины и 138 женщин). По данным переписи 2009 года, в селе проживало 217 человек (111 мужчин и 106 женщин).